# Glaphyra takeuchii
Glaphyra takeuchii är en skalbaggsart. Glaphyra takeuchii ingår i släktet Glaphyra och familjen långhorningar.

## Underarter
Arten delas in i följande underarter:
- G. t. takeuchii
- G. t. ebeninus